# Peter Riegert
Peter Riegert (New York, 11 aprile 1947) è un attore statunitense.
Caratterista attivo sul piccolo e grande schermo dalla metà degli anni settanta, si è cimentato due volte con la regia: nel primo caso, col cortometraggio By Courier, è stato candidato all'Oscar nel 2001.

## Biografia
Nato nel Bronx, figlio di Lucille, insegnante di pianoforte, e Milton Riegert, droghiere. Riegert cresce a Hartsdale (New York), con educazione ebrea non praticante. Si diploma alla Ardsley High School nel 1964 e quindi alla University of Buffalo. Prima di dedicarsi alla carriera di attore svolge numerosi lavori, come cameriere, operatore sociale e anche insegnante. Esordisce a Broadway nel musical Dance with Me (1975), a cui seguono The Old Neighborhood, An American Daughter, The Nerd e Censored Scenes From King Kong. Appare in tv nella serie televisiva M*A*S*H, nel ruolo del caporale Igor Straminsky. Ha sempre alternato la carriera cinematografica con quella televisiva (che comprende anche ruoli continuativi nelle serie I Soprano e Law & Order - Unità vittime speciali).
Al cinema interpreta ruoli secondari in Animal House (1978), Un uomo innamorato (1987), Dall'altro lato della strada (1988) e The Mask (1994). Nel 2000, con Traffic di Steven Soderbergh, vince il SAG come miglior attore (in quell'occasione consegnato all'intero cast). Dal 2001 si cimenta anche con la regia: scrive e dirige il corto By Courier, che viene candidato all'Oscar, mentre nel suo primo lungometraggio, King of the Corner (2004), dirige sé stesso e Isabella Rossellini (in un cast che comprende anche Eli Wallach e Dominic Chianese) in una commedia in cui firma anche la sceneggiatura.
Nel 2019 vince il Premio come Miglior Attore al Vegas Movie Awards per la sua interpretazione nel corto Extra Innings.
È sposato con Cornelia Read, scrittrice.

## Filmografia parziale

### Attore

#### Cinema
- Animal House (National Lampoon's Animal House), regia di John Landis (1978)
- National Lampoon's Movie Madness, di Bob Giraldi e Henry Jaglom (1982)
- Local Hero, regia di Bill Forsyth (1983)
- Un uomo innamorato (Un homme amoureux), regia di Diane Kurys (1987)
- Dall'altro lato della strada (Crossing Delancey), regia di Joan Micklin Silver (1988)
- Come fare carriera... molto disonestamente (A Shock to the System), regia di Jan Egleson (1990)
- Oscar - Un fidanzato per due figlie (Oscar), regia di John Landis (1991)
- Saluti dal caro estinto (Passed Away) (1992)
- The Mask, regia di Chuck Russell (1994)
- Jerry & Tom, regia di Saul Rubinek (1998)
- Traffic, regia di Steven Soderbergh (2000)
- Passion of Mind, regia di Alain Berliner (2000)
- Bleacher Bums, regia di Saul Rubinek (2002)
- La mia vita è uno zoo (We Bought a Zoo), regia di Cameron Crowe (2011)
- American Pastoral, regia di Ewan McGregor (2016)

#### Televisione
- M*A*S*H - serie TV, 2 episodi (1977)
- Ai confini della realtà (The Twilight Zone) - serie TV, 1 episodio (1985)
- Gypsy, regia di Emile Ardolino - film TV (1993)
- Law & Order - I due volti della giustizia (Law & Order)- serie TV, 1 episodio (1996)
- I Soprano (The Sopranos) - serie TV (2001-2002)
- Law & Order - Unità vittime speciali (Law & Order: Special Victims Unit) - serie TV (2004-2007)
- One Tree Hill - serie TV, 6 episodi (2011)
- Dads - serie TV, 19 episodi (2013-2014)
- Unbreakable Kimmy Schmidt - serie TV (2017-2019)
- Disjointed - serie TV, 5 episodi (2018)
- Bull - serie TV, episodio 6x20 (2022)

### Regista
- By Courier (2001) - cortometraggio
- King of the Corner (2004)

## Doppiatori italiani
Nelle versioni in italiano delle opere in cui ha recitato, Peter Riegert è stato doppiato da:
- Carlo Valli in The Mask, The Good Wife, La mia vita è uno zoo, American Pastoral, Disjointed
- Gianni Giuliano in Bull, Shelter
- Antonio Fattorini in Animal House[3]
- Leo Gullotta in Local Hero
- Massimo Giuliani in Dall'altro lato della strada
- Renato Cortesi in Oltre l'oceano
- Fabrizio Pucci in Come far carriera... molto disonestamente
- Marco Mete in Oscar - Un fidanzato per due figlie
- Massimo Lodolo in Jerry & Tom
- Gerolamo Alchieri ne I Soprano
- Stefano De Sando in Law & Order - I due volti della giustizia
- Massimo Milazzo in One Tree Hill
- Enzo Avolio in Passion of Mind
- Sergio Di Stefano in Cashmere Mafia
- Angelo Nicotra in Damages
- Dario Penne in Leverage - Consulenze illegali
- Oliviero Dinelli in Unbreakable Kimmy Schmidt
- Ambrogio Colombo in Extrapolations - Oltre il limite

Nei prodotti in cui ha partecipato come doppiatore, in italiano è stato sostituito da:
- Oliviero Dinelli ne I Griffin